# Ozero Gorodno (sjö i Belarus, Vitsebsks voblast, lat 55,09, long 30,16)
Ozero Gorodno (ryska: Озеро Городно) är en sjö i Belarus.   Den ligger i voblasten Vitsebsks voblast, i den nordöstra delen av landet, 210 km nordost om huvudstaden Minsk. Ozero Gorodno ligger 145 meter över havet. Arean är 0,76 kvadratkilometer. Den sträcker sig 1,0 kilometer i nord-sydlig riktning, och 1,1 kilometer i öst-västlig riktning.
Omgivningarna runt Ozero Gorodno är en mosaik av jordbruksmark och naturlig växtlighet. Runt Ozero Gorodno är det ganska tätbefolkat, med 139 invånare per kvadratkilometer.